# Cerro del Nacimiento
El cerro del Nacimiento es un yacimiento arqueológico argárico situado en el término municipal de Macael (Almería, España), en las estribaciones septentrionales de la Sierra de los Filabres. Constituye uno de los pocos asentamientos conocidos en el valle medio del río Almanzora y está relacionado con la expansión de la cultura argárica fuera de su área nuclear.

## Yacimiento
El poblado está dividido en dos núcleos diferenciados pero coetáneos en el tiempo, estructurados en función de las necesidades defensivas. Se sitúa en un punto clave para el control del territorio, porque comunica el área de Macael, Olula del Río y Fines con las proximidades de Purchena, conectando la ruta con el Alto Almanzora. La fase principal de ocupación se remonta al Bronce pleno, aunque los estudios cerámicos apuntan a que su fundación se produjo en un momento anterior, en el Calcolítico.
El urbanismo se caracteriza por la presencia de terrazas artificiales comunicadas entre sí mediante rampas y está protegido por un complejo sistema defensivo. Se han encontrado tres lienzos de muros que delimitan el área ocupada principal, teniendo a la vez una funcionalidad defensiva y de configuración espacial. Solo existe un único punto de acceso, una puerta ubicada en la zona más estrecha del cerro.
Aunque se aprovecha parcialmente la topografía del cerro, la creación de terrazas artificiales permite que la parte trasera de los lugares de habitación descanse directamente en la roca. Para reforzar el sistema defensivo se cree que se construyó un foso que separaría el núcleo principal de otro cerro aledaño más pequeño. En este sector se localiza el poblado secundario, que constituye un área de habitación similar al principal, pero de mayor complejidad por encontrarse en un terreno más escarpado.

## Economía
Algunos estudios realizados sobre este yacimiento y su entorno inmediato han llevado a plantear la hipótesis de la existencia durante época argárica de pequeñas conducciones de agua en los campos de cultivo situados en terraza para su irrigación. Para otros autores se trata de una teoría no comprobada, pero es una línea de estudio abierta. Respecto a la metalurgia, en este asentamiento solo se han podido localizar algunas escorias con plomo al pie de una de las laderas del núcleo principal, pero es posible que se pueda relacionar con la presencia de pequeñas vetas de mineral de cobre en una zona no lejana del yacimiento, así como con una mina de oligisto.